# Strategische Studien
Strategische Studien bzw. Strategic Studies (en.) ist die Bezeichnung für einen interdisziplinären angewandten Zweig der Wissenschaftsdisziplinen Politikwissenschaft und Militärgeschichte im anglophonen Wissenschaftsbetrieb.
Sie beinhalten die ganzheitliche (generalistische) Analyse, Beschreibung, Erklärung, Prognose und Handlungsempfehlung für gesamtgesellschaftlich bedeutsame Fragestellungen und Probleme von langfristiger, d. h. strategischer Reichweite in den Bereichen Sicherheitspolitik, Militärpolitik, Militär und aus anderen gesellschaftlichen (z. B. ökonomischen, sozialen, technologischen) Gebieten.
Objekt der Strategischen Studien ist die Wechselwirkung zwischen politischen Zielstellungen, politischer und ökonomischer Macht und dem Einsatz politischer, darunter militärischer Gewalt.
Strategischen Studien nutzen interdisziplinär Theorien und Methoden anderer Disziplinen und Zweige, z. B. der Internationalen Beziehungen, der Militärwissenschaft, der (Militär-)Geographie, der Volkswirtschaftslehre, der Geschichtswissenschaften, und weiterer Disziplinen. Sie vereinen in sich Ansätze der Praxeologie, also der Wissenschaft vom Handeln.
In den eurasischen russischsprachigen (en. russophone; ru. русскоговорящиe) Regionen werden vergleichbare Studien in den politischen, ökonomischen und technischen Wissenschaftsdisziplinen sowie in den Militärwissenschaften unter der Bezeichnung Strategische Forschung (ru. стратегические исследования) vorgenommen.

## Herkunft, Entwicklung, Merkmale der Strategischen Studien

### Zur Vorgeschichte des Strategiedenkens
Das strategische Denken entwickelte sich in einem langen historischen Prozess im engen Zusammenhang mit der Herausbildung von politisch handelnden Menschengruppen, Völkern, Staaten, Klassen, Nationen und Bündniskoalitionen, und mit den von ihnen geführten bewaffneten Auseinandersetzungen, der Kriegskunst und dem militärtheoretischen Denken. Elemente einer strategischen Praxis entstanden wahrscheinlich bereits mit den Anfängen der Entwicklung menschlicher Gesellschaft weit vor der Antike.
Die ältesten europäischen schriftlichen Überlieferungen stammen aus der Zeit des Trojanischen Krieges, aufgezeichnet in Homers Werk Ilias. Auf der Basis mehrerer Tempelinschriften ist die Schlacht bei Kadesch um 1274 v. Chr. zwischen dem altägyptischen Pharao Ramses II. und dem Hethiterkönig Muwattalli II. überliefert. Sie gilt als bestdokumentierte Beschreibung eines Krieges und des Kriegswesen in der Antike bis zu diesem Zeitpunkt.
Eine erste systematische Beschäftigung mit dem Kriegswesen (Militärwesen) an sich war das Buch Die Kunst des Krieges des chinesischen Generals Sunzi im 5. Jahrhundert vor Christus. Es gilt als das älteste erhaltene Werk über Strategie.
Insbesondere aus römischer Zeit sind viele theoretische Werke über das Militärwesen und den Festungsbau überliefert. Der Spätrömische Militärtheoretiker Flavius Vegetius Renatus verfasste im 4. Jahrhundert mit Epitoma rei militaris ein Werk über das Militär und Kriegsführung das im Mittelalter und bis weit in die Neuzeit hinein als Standardwerk galt.

### Zur Geschichte des wissenschaftlichen Strategiedenkens

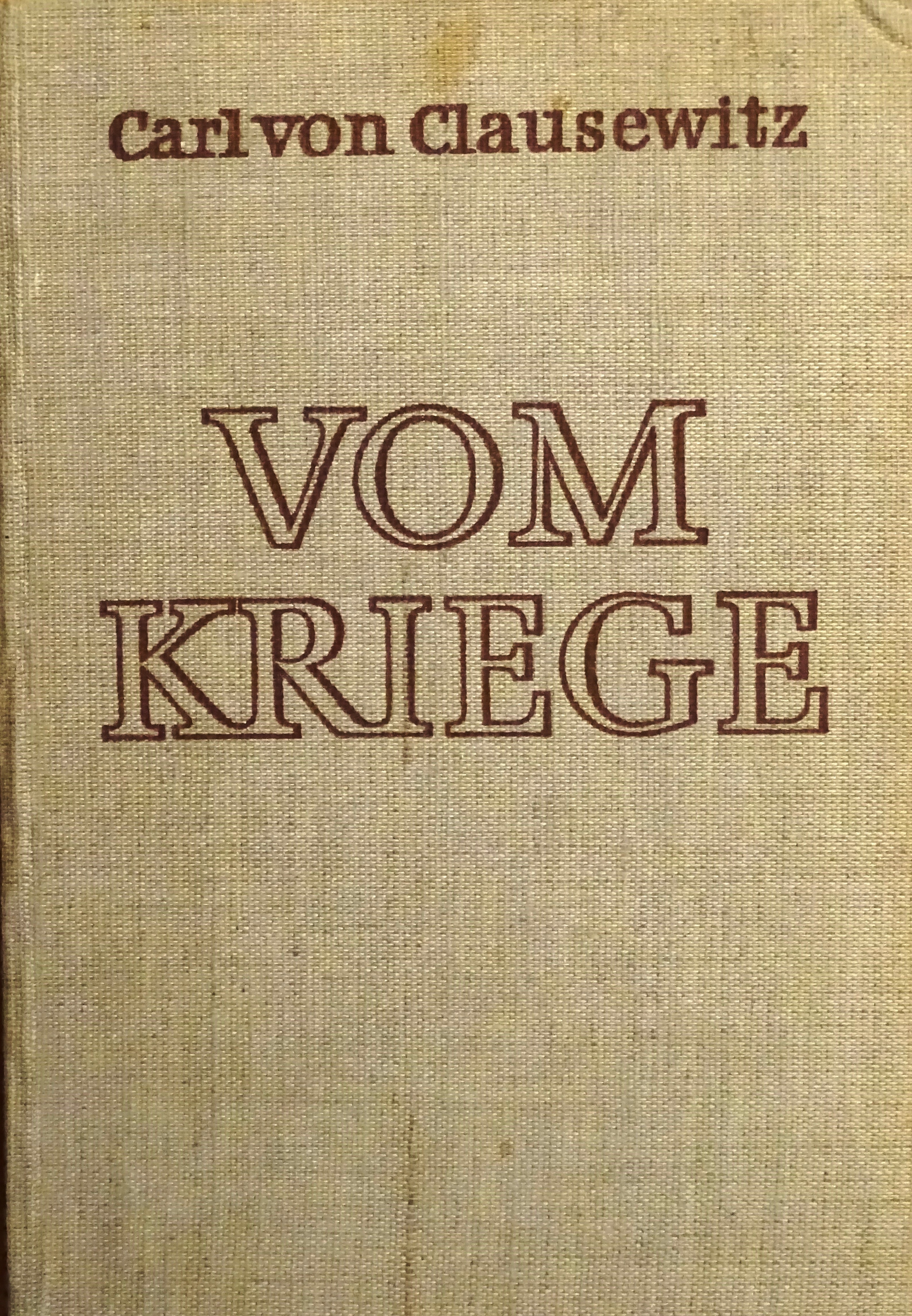
Clausewitz’ Werk Vom Kriege, hrsg. Berlin 1957, Standort Sächsische Landesbibliothek – Staats- und Universitätsbibliothek Dresden (SLUB).

Erste Ansätze zur wissenschaftlichen Beschäftigung mit strategischen Fragen findet man seit Beginn der Neuzeit, etwa bei Niccolò Machiavelli (Die Kunst des Krieges) und anderen, wobei diese zumeist auf Autoren des Altertums wie auf Thukydides zurückgriffen.
Einen wichtigen Beitrag zur Entwicklung des strategischen wissenschaftlichen Denkens markiert das Buch Vom Kriege von Carl von Clausewitz (1780–1831), das 1832 erstmals erschien. Clausewitz legte eine tiefgehende strategische Analyse des Phänomens Krieg vor; er beschrieb Zusammenhänge zwischen politischen Zielen und dem Einsatz kriegerischer Mittel sowie mit Kriegen einhergehende Risiken.
Das für Strategische Studien charakteristische Zusammenspiel von Theorie und Praxis definiert schon Clausewitz an den Begriffen Kriegskunst und Kriegswissenschaften, die er unterscheidet durch den Zweck: Schaffen und Hervorbringen gegenüber Erforschen und Wissen.
Das Streben von Clausewitz nach Objektivität und Berechenbarkeit, seine tiefe Abneigung gegen die Gefahr der Entartung des Krieges und der damit einhergehenden Dynamik hin zu dem, was man heute totaler Krieg nennt, wurde in der zweiten Hälfte des 19. Jahrhunderts zunehmend geringgeschätzt.
Nach dem Ersten Weltkrieg entwickelte sich in Großbritannien eine Denkschule, die von Militärhistorikern, Journalisten sowie pensionierten Soldaten geprägt wurde und deren Ziel es war, aus der Geschichte Lehren zu ziehen und über den Einsatz und den Gebrauch militärischer Macht, die Bedeutung von Führung, Waffentechnik und das Zusammenspiel von Politik und Militär zu forschen. Es waren vor allem Basil Liddell Hart und J. F. C. Fuller, die als Begründer einer strategischen Wissenschaft galten.
Hier sind die kritischen Auseinandersetzungen mit der Appeasement-Politik Großbritanniens, die Fehler in der Anfangszeit des Krieges sowie die Analysen zum Verlauf des Krieges, zur Diplomatie der Alliierten und zum Ende des Krieges zu sehen. Die Arbeiten von Liddell Hart und Fuller zum Zweiten Weltkrieg bemühten sich um ein hohes Maß an Objektivität.
In Deutschland gab es in Ansätzen eine vergleichbare Entwicklung: Hier ist die ab 1901 erschienene Geschichte der Kriegskunst von Hans Delbrück zu nennen.
Die Sicht auf eine Wissenschaft vom Krieg wandelte sich merklich Mitte des 19. Jhdt. zu einer ablehnenden Haltung im deutschen Militär. Andererseits wurde ab 1857 durch v. Moltke dem Älteren (1800–1891) eine eigene militärwissenschaftliche Abteilung im preußischen Generalstab gegründet, die mit Historikern, Statistikern und Geographen d. h. für strategische Arbeiten nahezu ideal besetzt wurde.
Eine deutsche Schule strategischen wissenschaftlichen Denkens verbreitete sich mit der Wehrwissenschaft in der Mitte der 1930er Jahre in Europa. Deren Einfluss auf die sowjetische (russländische) Militärwissenschaft und deren Strategiebegriff ist klar nachweisbar. Bei Karl Linnebach (1879–1961) wird im Jahr 1939 eine Definition zur Wehrwissenschaft gegeben, die beim Vergleich eine große Ähnlichkeit mit dem Begriff Militärwissenschaft in der sowjetischen Militärenzyklopädie vierzig Jahre später ausweist.

### Zur Herausbildung der institutionellen Strategischen Studien
In den Jahren nach dem Zweiten Weltkrieg bekam der Wissenschaftszweig Strategie einen weiteren Impuls durch den Beginn des nuklearen Zeitalters.
Vor allem in den USA setzte eine eigenständige Befassung mit strategischen Fragen ein, die aus dem Motiv genährt wurde, die Folgen der Einführung von Kernwaffen für die internationalen Beziehungen zu verstehen und den sich ab 1947 abzeichnenden Ost-West-Konflikt zu begreifen. Das Hauptaugenmerk lag daher auf der Rolle von Kernwaffen für die westliche Abschreckungsstrategie sowie auf der Analyse der strategischen Ziele der Sowjetunion. Auch wurde die Neuorganisation des Westens zu einem eigenen Gegenstand der Analyse (Atlantische Allianz, Europäische Integration).
Dabei wurde auch eine für akademische Disziplinen ungewöhnliche Annäherung an die Politik vollzogen. Vor allem in den USA wurden Vertreter der strategic studies in den Prozess der politischen Entscheidungsbildung einbezogen, denn es galt in einer Situation strategischer Unübersichtlichkeit nach Maßstäben für eine kluge strategische Politik zu suchen.
Auch wurde die Neuorganisation des Westens zu einem eigenen Gegenstand der Analyse (Atlantische Allianz, Europäische Integration). Die Konsequenzen des ab Ende der 1950er Jahre absehbaren nuklearen Patts zwischen den USA und der Sowjetunion für die internationale Stabilität und für die Verteidigung des Westens führten dazu, dass die Beschäftigung mit Rüstungskontrolle und Abrüstung zu zentralen Themenbereichen der strategischen Studien wurde.
Auch in Frankreich regten sich mit dem Soziologen Raymond Aron und dem General André Beaufre ernst zu nehmende Autoren, die an der internationalen strategischen Debatte partizipierten.
In Großbritannien blieb eine starke community bestehen, die nicht zuletzt unter dem Einfluss von Basil Liddell Hart, der 1970 starb, zusammenwuchs und politisch und akademisch ihre Früchte trug.
Besonders wichtig war die Gründung des Institute for Strategic Studies (ISS) in London durch den ebenfalls von Liddell Hart beeinflussten Journalisten und Labour-Politiker Alastair Buchan, dem Labour-Politiker (und späteren Verteidigungsminister) Denis Healey und dem britischen Militärhistoriker Michael Howard. Das ISS wurde bald zu einem internationalen Institut als International Institute for Strategic Studies (IISS) und ist seit den 60er Jahren das internationale Zentrum der politisch-strategischen Debatte.
Auf dem Kontinent entstand ansonsten nur eine kleine strategic studies community, die sich in Deutschland mit Namen wie Wilhelm Cornides, Lothar Rühl, Uwe Nerlich, Karl Kaiser und Helga Haftendorn und in der Schweiz mit den Namen Curt Gasteyger, Daniel Frei und Kurt R. Spillmann verband.

### Merkmale der Strategischen Studien
Die Strategischen Studien sind keine selbständige Wissenschaftsdisziplin, sondern eher ein interdisziplinäres Projekt. Charakteristisch ist die außerordentlich weit ausgebildete Interdisziplinarität in der strategischen Wissenschaft. Diese ist geradezu konstitutiv für die strategische Wissenschaft und gilt als deren Markenzeichen. Das Besondere an den Strategic Studies ist gerade, dass dort Politikwissenschaftler, Historiker, Wirtschaftswissenschaftler, Juristen, Physiker, Soziologen, Islamwissenschaftler, Slawisten, Indologen, Sinologen und viele andere Disziplinen zusammenwirken und dass an diesem Austausch auch Praktiker aus der Politik und aus dem Militär mitwirken.
In der Regel werden dabei als „strategisch“ all diejenigen politischen Prozesse und Ereignisse verstanden, wo infolge des direkten oder indirekten Einsatzes von Macht (und das heißt häufig aber keinesfalls ausschließlich durch den Einsatz militärischer Gewaltmittel) wesentliche politische Weichenstellungen erfolgen. Von daher haben sich strategische Studien auch immer auf Kriege, militärische Interventionen, die Anwendung militärischer Mittel bzw. deren Zähmung durch Rüstungskontrolle oder Abrüstung konzentriert. Die wissenschaftliche Beschäftigung mit strategischen Fragen, auch Strategietheorie genannt, untersucht vor allem die Wechselwirkungen zwischen politischem und militärischem Handeln. Untersuchungsgegenstand sind auch politische und militärische Entscheidungen, die Ziele und Bedingungen, die diesen zugrunde liegen, sowie die Auswirkungen dieser Entscheidungen.
Gemeinsames Anliegen der Strategischen Studien war und ist es, sicherheitspolitische Fragen von Krieg und Frieden und von strategischem Wandel nicht durch Parteinahme oder Rückgriff auf normative Kategorien (wie verhindert man Kriege?) anzugehen, sondern nach der Wirksamkeit objektiver Gesetze oder nach den Auswirkungen historischer Entwicklungstrends zu fragen. Im Mittelpunkt stand immer die Frage, wie wird militärische Macht für politische Langzeitziele eingesetzt und wie setzt sich militärische Macht gegen andere durch und wie werden dadurch politische Entwicklungen eingeleitet, beeinflusst oder verändert?
Die strategische Wissenschaft ist, im Gegensatz zu einem immer wieder zu vernehmenden Vorurteil, keine den Krieg befürwortende Wissenschaft, sondern bemüht sich um die Verhinderung von Kriegen bzw. um die Mäßigung im Krieg bzw. deren rasche Beendigung. Erkenntnisziel der Strategischen Studien ist es, methodologisch und empirisch belastbare Theorien zu entwickeln, die Regelmäßigkeiten im Umgang mit dem Einsatz militärischer Macht erkennen. Dies soll Rückschlüsse auf politische und militärische Entscheidungen erlauben, um sie zu optimieren und zu prognostizieren.
Strategische Studien gehen in der Regel von einem Wissenschaftsverständnis aus, welches sich dem Pragmatismus verpflichtet fühlt. Entsprechend ist auch die methodische und theoretische Fundierung weniger an Konzepten des Szientismus und des Konstruktivismus orientiert, sondern an traditionellen Methoden und Theorien.
Die meisten Vertreter der strategischen Wissenschaft haben die szientistische Wende der Politikwissenschaft nicht mitgemacht. Die immer stärker werdende Tendenz, mit Hilfe von aus den Naturwissenschaften entlehnten Methoden nach möglichst zeitlosen und allgemein gültigen Erkenntnissen zu suchen, wird von den meisten Vertretern der strategischen Wissenschaft nicht für richtig gehalten. Bei ihnen steht eher das Bemühen im Vordergrund, mit hermeneutischen Methoden nach einem umfassenderen und komplexeren Verständnis politischer und historischer Entwicklungen zu suchen. Das schließt nicht aus, dass es allgemeine Prinzipien und Gesetzmäßigkeiten gibt, diese stehen jedoch selten im Vordergrund.
Im Gegensatz zu den Hauptströmungen der Politikwissenschaft, die sich in den vergangenen Jahrzehnten stark institutionalistisch ausgerichtet hat, haben Vertreter der strategischen Wissenschaft von Anbeginn an eine stärkere Tendenz zu Theorien des Realismus bzw. zu Varianten des Realismus. Die meisten Strategietheoretiker stehen, oft wegen ihrer Nähe zur verteidigungspolitischen Praxis, dem Realismus in den Internationalen Beziehungen nahe. In 1990er Jahren entstand als Ergebnis der sich mehrenden akademischen Kritik an dessen normativen und wissenschaftstheoretischen Grundlagen der überwiegend konstruktivistische Ansatz der Critical Security Studies.

## Beispiele für Themenfelder der Strategischen Studien
Aus dem breiten Bereich der Strategischen Studien ragen eine Reihe von Themen hervor, die mit einer gewissen Regelmäßigkeit Gegenstand wissenschaftlicher Analyse waren und immer noch sind.

### Zusammenhang zwischen Strategie und Technologie-Entwicklung
In erster Linie standen und stehen Fragen im Mittelpunkt, die den „Zusammenhang zwischen Strategie (das heißt auch den indirekten Gebrauch militärischer Machtmittel) und technologischer Entwicklung“ behandeln.
Dies war das durchgehende Thema der Arbeiten von J. F. C. Fuller und Basil Liddell Hart in den 1920er und 1930er Jahren über die Konsequenzen der Mechanisierung von Streitkräften.
In den USA analysierte Bernard Brodie vor und während des Zweiten Weltkriegs den Zusammenhang zwischen neuen Technologien und der Strategie und Taktik von Marinestreitkräften. Nach dem Ende des Krieges ging die Debatte über die Bedeutung technologischen Wandels für die Kriegführung und die damit verbunden strategischen Konsequenzen weiter.
Heute liegt ein Hauptaugenmerk der strategic studies auf der so genannten Revolution in Military Affairs, bzw. genauer gesagt auf der zunehmenden Nutzung moderner Informationsverarbeitungstechnologien. Insbesondere die großen Fortschritte, die die USA auf diesem Gebiet gemacht haben und weiter machen und die Konsequenzen für andere Staaten stehen dabei im Mittelpunkt.
Im Rahmen dieser Beschäftigung wurde auch der Begriff Strategie immer weiter gefasst und von einem rein militärischen zu einem politisch-militärischen Begriff entwickelt. Wichtige Vordenker dieser sich entwickelnden allgemeinen Strategie-Debatte waren auch wieder Basil Liddell Hart und Alastair Buchan. Wichtig war zum einen der von Liddell Hart geprägte Begriff der „indirekten Strategie“, was bedeutet, dass sowohl auf dem Schlachtfeld wie in der strategischen Politik oftmals indirekte Ansätze erfolgversprechender sind als direkte Versuche, die Kräfte des Gegners herauszufordern.
Noch wichtiger aber war die von Buchan und anderen betriebene Analyse strategischer Herausforderungen (und damit verbundener strategischer Antworten), die auf ein breites, sowohl militärische wie nicht-militärische Herausforderungen einbeziehendes Gefahrenspektrum abzielt und die verschiedene politische und technologische Rahmenbedingungen mit einbezieht.
In diesem Zusammenhang wurde auch der Begriff der Grand Strategy entwickelt, der mehr als nur die Gesamtheit aller Kriegsplanungen einbeziehen soll, sondern auch alle politischen und militärischen Maßnahmen eines Staates umfasst, die dazu geeignet sind, das Überleben dieses Staates in der Auseinandersetzung mit internationalen Herausforderungen zu gewährleisten.

### Westlich-demokratische Gemeinwesen versus totalitäre Diktaturen
Ein weiteres Thema ist der „Umgang westlich-demokratischer Gemeinwesen mit totalitären (oder halb-totalitären) Diktaturen“. Ausschlaggebend waren die Erfahrungen der britischen und französischen Politik im Umgang mit Hitler in den späten dreißiger Jahren, die Winston Churchill seinerzeit zu dem Urteil veranlassten, dass der Zweite Weltkrieg vermeidbar gewesen wäre, hätten die westlichen Mächte dem Streben Hitlers rechtzeitig und entschieden widerstanden.
Die Fehler dieser Politik zu vermeiden, insbesondere im Umgang mit der Sowjetunion unter Stalin und dessen Nachfolgern, war ein wichtiges Anliegen der strategischen Wissenschaft in den 1950er bis 1980er Jahren.
Ziel der meisten Analysen war es, Schwächen der westlichen Politik aufzudecken, insbesondere das zu vermeiden, was Walter Lippmann den westlichen Demokratien in den 1950er Jahren vorgehalten hatte: Sie hätten in wichtigen Situationen entweder zu hart und zu nationalistisch reagiert oder aber wären viel zu nachgiebig gegenüber Diktaturen gewesen. Während der Zeit des Ost-West-Konfliktes stand die Frage im Mittelpunkt, mit welcher politisch-militärischen Strategie des Westens am besten der sowjetischen Bedrohung entgegengewirkt werden könnte.
Die nukleare Abschreckungstheorie wurde zu einem zentralen Aufgabenfeld der strategischen Wissenschaft. Die wissenschaftliche Beschäftigung mit Fragen der Nuklearstrategie ging aus dem weit verbreiteten Unbehagen über die Strategie der massiven nuklearen Vergeltung (massive retaliation) der Administration von Präsident Dwight Eisenhower zurück.
Während in den ersten Jahren die Frage im Mittelpunkt stand, wie mit Kernwaffen unter Bedingungen einer Überlegenheit der USA die effektivste Abschreckungswirkung erzielt werden konnte, stand ab dem Ende der 1950er Jahre für die nukleare Abschreckungstheorie die Frage im Vordergrund, wie unter Bedingungen nuklearer Verwundbarkeit der USA noch eine ausreichende Abschreckungswirkung gegen einen sowjetischen Angriff aus Westeuropa aufrechterhalten werden könne.
Die 1970er und 1980er Jahre erlebten Debatten über die Fähigkeit zur Überlegenheit bei nuklearstrategischen Angriffsmitteln als Voraussetzung der westlichen Verteidigungsstrategie. Dabei wurden auch Analysen angefertigt, die die Führungsfähigkeit und die politische Kommunikation unter Bedingungen eines bereits nuklear gewordenen Krieges thematisierten. Viel Raum wurde aber auch der Entwicklung einer Allianzstrategie beigemessen. Hier wurden insbesondere die schwierigen Zusammenhänge zwischen Politik und Militärstrategie deutlich.

### Rüstungskontrolle und Nichtweiterverbreitung

#### Zweck der Rüstungskontrolle
Ein wichtiges Feld der Strategischen Studien ist immer der Bereich der Rüstungskontrolle (englisch Arms Control) und Nicht(weiter)verbreitungspolitik (englisch Non-Proliferation) bei Massenvernichtungswaffen gewesen.
Unter Rüstungskontrolle versteht man alle Maßnahmen und Arrangements, die den Zweck haben, militärische, strategische und politische Probleme, Instabilitäten und Gefährdungen zu reduzieren, die aus Waffen, Rüstung und/oder Rüstungstechnologien resultieren. Es ist typisch für die strategic studies, dass sie Rüstungskontrolle und nicht Abrüstung in den Vordergrund stellen. Rüstungskontrolle ist die pragmatische Alternative zur utopischen Idee der Abrüstung, ohne dass damit ausgeschlossen werden soll, dass Abrüstung tatsächlich machbar ist (etwa wie bei Chemiewaffen). Rüstungskontrolle unterscheidet sich von dem Ziel der Abrüstung in der Hinsicht, dass nicht in jedem Fall die Abschaffung von Waffen das beste Mittel sein muss, um rüstungsbedingten Risiken zu begegnen.

#### Instrumente der Rüstungskontrolle im Wandel
Rüstungskontrolle wurde vor allem in der Hochphase des Ost-West-Konflikts zu einem zentralen Thema, besonders die nukleare Rüstungskontrolle. Beispiele sind der ABM-Vertrag (1972–2002), der INF-Vertrag (1988–2019) und die START-Verträge (seit 1982).
Während zu Zeiten des Ost-West-Konflikts die nuklearstrategische Rüstungskontrolle im Vordergrund stand (d. h. wie kann ein Nuklearwaffenkrieg aus Versehen oder aus einer falschen Krisenentscheidung heraus verhindert werden, wie können Wettlaufrisiken eingedämmt werden), war die Endphase des Ost-West-Konflikts vor allem durch die Bemühungen um konventionelle Rüstungskontrolle charakterisiert. Eine Vielzahl von Studien der strategischen Wissenschaft haben diese Bemühungen begleitet, unterstützt und oft genau auch konzeptionell weiter entwickelt. Daneben nahmen auch stets die Bemühungen um die Verhinderung der Weiterverbreitung von Kernwaffen und anderen Massenvernichtungswaffen einen großen Raum in den strategic studies ein.
Nach dem Ende des Ost-West-Konflikts hat sich das Schwergewicht der wissenschaftlichen Beschäftigung auf Fragen der Nicht(weiter)verbreitungspolitik verlagert, wobei heute die Themenstellungen anders sind als noch in den 1970er und 1980er Jahren. Galten damals die Hauptsorgen Staaten wie Deutschland oder Japan, stehen heute vor allem Schwellenstaaten aus Asien, dem Mittleren Osten, Lateinamerika und Afrika im Mittelpunkt der Aufmerksamkeit.

#### Diskurs über Regeltreue bei der Rüstungskontrolle
Die Rüstungskontrollarchitektur aus dem Erbe der Blockkonfrontation erfordert aufgrund der verschiedenartigen Vertragsbestandteile, Vereinbarungen und Verpflichtungen und deren gestaffelter Laufzeit den zeitbezogenen Blick auf den Stand der Realisierung. Zu dessen Analyse erstellen die beiden großen Nuklearmächte – Russland und die Vereinigten Staaten – (außen-)politische Berichte zur Regeltreue der Verhandlungspartner für die politischen Entscheidungsträger und für den Kongress sowie für die breite Öffentlichkeit.
Seit Anfang der 2000er Jahre beschuldigen sich in einem fortdauernden Diskurs die beiden Nuklearmächte gegenseitig fehlender Regeltreue und des Vertragsbruchs bei diesen und anderen Rüstungskontroll-Vereinbarungen. Die veröffentlichten Einschätzungen über den anderen Vertragsstaat lösten in der Folge Gegenargumente der anderen Seite aus, die wiederum im Format diplomatischer Papiere die Öffentlichkeit erreichen.

#### Aufrechterhaltung der Strategischen Stabilität
Seit der Kündigung des INF-Vertrages durch die USA und dem drohenden Auslaufen des New-START-Vertrages beschäftigen sich die Strategischen Studien mit dem Problem der Aufrechterhaltung der strategischen Stabilität unter den veränderten Bedingungen.
Vernehmbare Kritik gründet sich meist auf die außenpolitische Wahrnehmung bei Rivalen der USA, dass „der Westen“ die Veränderungen im geopolitischen Kräfteverhältnis kaum reflektiert. Die Vereinigten Staaten würden wie bisher versuchen, die ausgeübte alleinige Kompetenz für die Gestaltung der „Global Governance“ (Prinzipien, Werte, Regeln, Verfahren, Gesetze) festschreiben zu wollen. Die Chancen und Möglichkeiten zur Gestaltung eines multilateralen strategischen Gleichgewichts zwischen allen Nuklearmächten stehen im Mittelpunkt der Untersuchungen.
Russland hat mit dem Präsidentenerlass vom 2. Juni 2020 über die Grundlagen der staatlichen Politik der Russischen Föderation auf dem Gebiet der nuklearen Abschreckung auf die Einführung von hochpräzisen nichtnuklearen Waffensystemen (Präzisionswaffen) reagiert.
Die strategischen Auswirkungen der NATO-Erweiterung in der Transatlantischen Region, der Aktivitäten von europäischen US-Bündnispartnern in der Asiatisch-Pazifischen Region und deren Ausdehnung zum Indo-Pazifik auf die Abschreckung und die strategische Stabilität werden weiterhin kontrovers debattiert. Aktuelle politische Konflikte mit geostrategischer Wirkung geraten in das Zentrum der Studien, z. B. Entwicklungen im Ukraine-Konflikt oder in Kasachstan.

#### Strategische Studien zu New START und Multilateralität
Der Präsident der Russischen Föderation Wladimir Putin machte im Oktober 2020 in einem Podiumsbeitrag vor dem Waldai-Klub darauf aufmerksam, dass bisher kaum ein substanzielles Gespräch zu strategischen Nuklearwaffensystemen möglich war, weil die USA dem direkten Fachgespräch ausgewichen sind. Der im Februar 2021 auslaufende bilaterale New-START-Vertrag sollte um mindestens ein Jahr verlängert werden, um Verhandlungsspielraum zu schaffen. Russland strebt zum Erreichen einer zeitnahen praktikablen Lösung keine multilateralen Vertragsverhandlungen an, verschließt sich aber nicht entsprechenden Bemühungen der USA zur Einbeziehung weiterer, strategisch ausgeglichener wäre aller, Nuklearmächte.

### Analysen regionaler Konflikte
Neben der Beschäftigung mit der Sowjetunion und mit Rüstungskontrolle und anderen Instrumenten zur Wahrung von Stabilität haben „Analysen regionaler Konflikte“ stets einen großen Stellenwert in der strategischen Wissenschaft eingenommen.
Dies betraf in erster Linie die weltpolitischen Konfliktzonen während des Ost-West-Konflikts: den Nahen und Mittleren Osten, Ostasien, Südasien, Lateinamerika aber auch Südosteuropa und – wenngleich erst später – Afrika südlich der Sahara. Gegenstand der meisten Studien waren die lokalen und regionalen Konfliktursachen – die häufig mit post-kolonialen Verwerfungen zu tun hatten – sowie die Rolle auswärtiger Interventionsmächte. Manche regionalen Konflikte wurden erst dadurch für die strategische Wissenschaft interessant, weil sie die Parteien des Ost-West-Konfliktes mit einbezogen.
Nach dem Ende des Ost-West-Konfliktes hat die Bedeutung regionaler Studien im Rahmen der strategischen Wissenschaft deutlich zugenommen. Nunmehr werden regionale Konflikte weniger im Rahmen eines größeren strategischen Zusammenhangs analysiert, sondern als Konflikte „sui generis“ bzw. als Teil einer Neuordnung einer Region (oder als Symptom eines Ordnungszerfalls). Das Besondere an vielen strategischen Regionalanalysen ist, dass sie eine Untersuchung der komplexen Konfliktursachen mit einer Analyse der Konfliktdynamik kombinieren. Die Absicht ist es dann, Gefahrenpotenziale zu bestimmen (Ausbreitung auf andere Akteure, Eskalation der Gewalt; hohe Menschenopfer) sowie Möglichkeiten der politischen Lösung aufzuzeigen. Daneben wird auch versucht, Instrumente der externen Konfliktvermittlung oder des Konfliktmanagements zu analysieren.

### Strategische Entwicklungspotenziale
Ein weiteres Feld der regionalen Analysen besteht darin, das „strategische Entwicklungspotenzial“ von Regionen zu analysieren, in denen große wirtschaftliche Entwicklungsprozesse stattfinden.
Anhaltspunkt für derartige Analysen sind die Vergleiche mit Europa des ausgehenden 19. Jahrhunderts. In Europa fand zu dem Zeitpunkt eine so gewaltige Transformation der Wirtschaft und der Gesellschaft statt, dass alle bis dahin existierenden Strukturen der politischen und gesellschaftlichen Regelung und der internationalen Ordnung erodierten und der bis dahin blutigste Krieg der neueren Geschichte 1914 ausgelöst wurde.
Heute kann man in Ostasien (bzw. Asien-Pazifik) vergleichbare Prozesse erleben, die durch den gewaltigen wirtschaftlichen Aufstieg erst Japans, dann der asiatischen Tigerstaaten und nunmehr Chinas angeregt werden. Besonders das seit fast 30 Jahren anhaltende gewaltige wirtschaftliche Wachstum der VR China stachelt derzeit die Phantasie vieler strategischer Experten an, denn hier findet dank der Größe und Bedeutung Chinas eine Transformation statt, die strategische Verschiebungen von geradezu tektonischem Charakter vermuten lässt.

### Naher und Mittlerer Osten
Eine weitere Region, deren Entwicklung vielen strategischen Analysten Anlass zur Sorge ist, ist der Nahe und Mittlere Osten.
Hier ist die Ausgangslage eine andere. Nicht die Möglichkeit der tektonischen Verschiebung dank erfolgreicher wirtschaftlicher Entwicklung ist hier das Hauptproblem, sondern das Ausbleiben einer wirtschaftlichen Entwicklung, die breite Schichten der Bevölkerung einschließt trotz des kontinuierlichen massiven Zuflusses finanzieller Ressourcen während der vergangenen 30 Jahre. Der so genannte Erweiterte Mittlere Osten hat heute insofern Ähnlichkeiten mit dem Europa des beginnenden 20. Jahrhunderts, als dass hier extrem gewaltsame und nihilistische Ideologien entstehen, die das Potenzial zu einer neuen Form des Totalitarismus haben. Die größte Sorge bereitet dabei das Aufkommen extremster Formen des Terrorismus, die eines Tages auch vor dem Einsatz von Massenvernichtungswaffen nicht zurückschrecken könnten.

### Asymmetrische Kriegführung und internationaler Terrorismus
Im Zusammenhang mit der Verfolgung regionaler Entwicklungen ist auch das Interesse der strategischen Wissenschaft an Fragen der „asymmetrischen Kriegführung und des internationalen Terrorismus“ zu sehen.
Besonders der Vietnam-Krieg, der für die USA verloren ging, weil die politische Unterstützung im eigenen Land verloren gegangen war, erregte das Interesse vieler strategischer Experten und führte zu einer Vielzahl von Studien, die Strategien und Taktiken asymmetrischer Kriegführung (Guerilla-Kriegführung) aufgriffen. Nach dem Ende des Vietnam-Krieges war es eine Zeitlang ruhig um diese Art von Studien, erst die negativen Erfahrungen der US-Streitkräfte im Libanon und in Somalia sowie die Anschläge vom 11. September 2001 haben erneut die Aufmerksamkeit auf die Bekämpfung von Terroristen und irregulären Kombattanten gelenkt. Heute beschäftigen sich strategische Experten in vielen Ländern mit diesen Fragen.
Eng damit zusammen steht die Analyse der so genannten „Neuen Kriege“ – vornehmlich in Afrika, Asien und Lateinamerika stattfindende Kriege geringer Intensität –, die dennoch jahrzehntelang andauern und zum Verfall ganzer Staaten und Regionen (vor allem in Afrika) führen können. Kennzeichen der neuen Kriege ist, dass diese weniger zwischen Staaten, sondern primär innerhalb instabiler oder gescheiterter Staaten stattfinden und dass die Kriegführung häufig durch irreguläre, leicht bewaffnete Verbände erfolgt. Ähnlich wie im Europa des 15. und 16. Jahrhunderts bilden sich dabei selbst perpetuierende Formen des Krieges heraus, die dazu führen, dass diese kaum durch externe Intervention zu unterbinden sind.
Dort wo sich diese Kriege in rohstoffreichen Gebieten abspielen, kommt es zu transnationalen Strukturen, die derartige Konfliktmuster langfristig aufrechterhalten und dazu beitragen, dass Kriegführen für viele „Warlords“ und „Befreiungsbewegungen“ zu einem einträglichen Geschäft wird. Die Akteure der neuen Kriege halten sich in der Regel nicht an Grundsätze des humanitären Völkerrechts, sondern zeichnen sich häufig durch massive und systematische Übergriffe gegen die Zivilbevölkerung aus. Gegenüber internationalen Interventionen werden häufig asymmetrische Strategien eingesetzt.

### Allianzbeziehungen unter demokratischen Staaten
Ein weiterer Schwerpunkt liegt beim „Management von Allianzbeziehungen unter demokratischen Staaten“.
Dies reflektiert die besondere Rolle der NATO als eines Bündnisses, für das es in der Geschichte keine Parallele gibt. Das Neue an der NATO war und ist, dass diese eine Form der permanenten Kooperation (und integrierten Kommandobildung) darstellt. Mit dem Ende des Ost-West-Konflikts haben sich die Fragestellungen und Herausforderungen der strategischen Wissenschaft in dem Bereich des Allianzmanagements verschoben. In der Hauptsache geht es heute um die Frage, welche Rolle eine Gruppe demokratischer Staaten bei der Schaffung und Verteidigung einer kooperativen internationalen Ordnung spielen kann und welche Bedeutung dabei militärische Instrumente zukommen darf.
In diesem Zusammenhang hat die Beschäftigung mit Fragen „internationaler Ordnung“ deutlich zugenommen. Derzeit bewegt sich die Debatte zwischen zwei verschiedenen Polen: Zwischen einem sehr stark institutionalistischen Verständnis von Ordnung, wie es vor allem die Europäer bevorzugen, und einem eher liberalen Konzept von Ordnung, welches sich mit Elementen realistischer Theorie mischt.

## Zentren der strategischen Forschung
Bedeutsame Zentren der strategischen Forschung unterhalten die Großmächte, insbesondere die Nuklearmächte. Hervorzuheben sind wichtige Zentren, die sich in angelsächsischen Ländern befinden, in erster Linie in den USA, Großbritannien und Australien. Mehr als 40 Institute sind in Russland der Strategischen Forschung (siehe unten) zuzurechnen.
Zu unterscheiden ist zwischen jenen strategischen Wissenschaftszweigen, die an Universitäten betrieben werden und jenen, die an unabhängigen oder selbstständigen Forschungsinstituten eingerichtet sind und sich zumeist in den jeweiligen Hauptstädten befinden. Absolventen von Studiengängen der Strategic Studies in angelsächsischen Ländern wechseln vielfach in sicherheitsrelevante öffentliche Behörden ihrer Heimatländer, wie auch in nachrichtendienstliche Stellen und verteidigungspolitische Institutionen.

### Zentren in Großbritannien
Ein wichtiges Zentrum der strategischen Wissenschaft ist neben dem Royal United Services Institute (RUSI) das International Institute for Strategic Studies (IISS) in London. Das IISS ist eine Mitgliedervereinigung, die über 2000 individuelle und fördernde Mitglieder hat und deren Veröffentlichungen, Konferenzen und sonstigen Aktivitäten den Kern der strategischen Wissenschaft in einem globalen Verbund darstellen. Das Institut gibt vor allem die jährlich erscheinende „Military Balance“ heraus, ein Überblick über die Streitkräfte aller Staaten der Welt, ihre Verteidigungsausgaben sowie andere relevante Daten. Außerdem veröffentlicht es jedes Jahr einen strategischen Überblick („strategic survey“), der die wichtigsten strategischen Ereignisse des vergangenen Jahres zusammenfasst. Das IISS gibt außerdem eine Zeitschrift heraus („Survival“) sowie verschiedenen Schriftenreihen.
An britischen Universitäten gibt mehrere Institute und Lehrstühle, die den Studiengang der Strategic Studies anbieten und in diesem Bereich wissenschaftlich forschen. Die University of Aberdeen in Schottland bietet ein seit über 30 Jahren erfolgreich laufendes und anerkanntes Master-Programm an, das sich aus einem internationalen Pool von Studenten zusammensetzt ein regelmäßig aktualisiertes Kursprogramm anbietet. Sehr bekannt ist weithin das Department for War Studies am King’s College in London. Daneben kann man Strategic Studies an der University of Reading und der Aberystwyth University studieren. An einigen anderen britischen Universitäten werden verwandte Studiengänge im Bereich der Sicherheitspolitik angeboten, etwa in Oxford und Cambridge.

### Zentren in den USA
In den USA kann man Strategische Studien vornehmlich an Ivy-League-Universitäten finden. Hier sind in erster Linie das Belfer-Center for Science and International Affairs und das Weatherhead Centre for International Affairs der Harvard Kennedy School of Government der Harvard-Universität zu nennen sowie die Paul Nitze School of Advanced International Studies (SAIS) der Johns Hopkins University (Washington und Bologna). Auch die Georgetown University und die George-Washington-Universität (beide Washington, D.C.) sowie die Stanford University in Californien und die Princeton University betreiben wissenschaftliche Arbeit in den Strategic Studies.
Daneben werden Strategic Studies in den USA vor allem an Forschungsinstituten betrieben, die zumeist privat, teilweise aber auch staatlich finanziert werden. Hier sind vor allem die in Washington, D.C. ansässigen Denkfabriken wie die Brookings Institution, das Center for Science and International Affairs (CSIS) und die Carnegie Endowment for International Peace zu nennen. Die RAND Corporation (Santa Monica und Washington, D.C.) ist die größte Denkfabrik in den USA, aber dort ist nur ein Teil der Wissenschaftler mit strategischer Wissenschaft beschäftigt. Die RAND Corporation arbeitet weitgehend, aber nicht ausschließlich auf der Basis von Regierungskontrakten. Wichtig ist auch das Institute for National Strategic Studies der National Defense University in Washington, D.C. Daneben gibt es eine Vielzahl von kleineren und mittleren Instituten in den USA, zumeist in der Bundeshauptstadt oder im darum liegenden „beltway“ gelegen. Einige von ihnen sind politisch ausgerichtet (wie die konservative Heritage Foundation oder die linksliberale Arms Control Association und die Federation of American Scientists). Viele sind relativ locker politisch angebunden (wie das Nixon-Center und das Stimson Center) und versuchen mit allen politischen Kräften zusammenzuarbeiten. Aber auch in Kalifornien und Georgia finden sich vereinzelt Universitäten, an denen in großem Umfang und mit interessanten Ergebnissen zu strategischen Fragen geforscht wird (Monterrey Institute of International Studies; University of Atlanta).

### Zentren im Asia-Pazifik-Raum
Im asiatisch-pazifischen Raum sind vor allem Singapur und Australien wichtig für die Strategische Wissenschaft. An der Nanyang University in Singapur hat sich die S. Rajaratnam School of International Studies mittlerweile zur wichtigsten unabhängigen Denkfabrik in Asien für sicherheitspolitische Fragen herausgebildet. In Australien ist das Strategic and Defence Studies Centre der Australian National University als führende Einrichtung zu erwähnen.

### Zentren in Deutschland
In Deutschland ist das wichtigste Forschungsinstitut für strategische Fragen das der Stiftung Wissenschaft und Politik in Berlin, welches über 150 Mitarbeiter beschäftigt, von denen viele sich mit strategischen Fragen befassen. Ebenfalls zu erwähnen ist das Forschungsinstitut der Deutschen Gesellschaft für Auswärtige Politik (DGAP). Wichtig sind auch das Zentrum für Militärgeschichte und Sozialwissenschaften der Bundeswehr, früher Militärgeschichtliche Forschungsamt in Potsdam sowie das Zentrum für Transformation der Bundeswehr in Strausberg bei Berlin (früher Waldbröl). Beides sind von der Bundeswehr getragene und finanzierte Einrichtungen. In der Tendenz lässt sich beobachten, dass hiesige Zentren ein stärkeres Gewicht auf friedenspolitische Aspekte legen als in angelsächsischen Ländern.
In der universitären deutschen Politikwissenschaft gibt es strategische Wissenschaft sehr wenig, derzeit nur in Kiel, Köln, sowie an der Universität der Bundeswehr München. In Kiel, mit dem Institut für Sicherheitspolitik, und an der Universität Hamburg gibt es eigene Forschungsinstitute für Sicherheitspolitik; Letzteres versteht sich aber eher als Institut für Friedensforschung, vergleichbar mit der Hessischen Stiftung für Friedens- und Konfliktforschung in Frankfurt. Das Zentrum für Internationale Studien (ZIS) der TU Dresden arbeitet als hybride Denkfabrik (Lehre und Forschung) in Nachbarschaft zur Offizierschule des Heeres in Dresden. Seit 2017 erscheint die Fachzeitschrift Sirus.

### Zentren in Russland
In der Russischen Föderation entstehen Strategische Studien zur internationalen Politik, Sicherheits- , Wirtschafts- und Sozialpolitik in einer Vielzahl von Analytischen Zentren und Instituten des Vielvölkerstaates. Die Nationalbibliothek Russlands (RNB) – Zentrum für Rechtsinformationen benennt etwa 40 Institutionen für strategische Forschung in Russland (Stand November 2019).
Wichtige Zentren der strategischen Forschung arbeiten als präsidiale oder föderale, staatlich-budgetierte wissenschaftliche Einrichtung. Dazu gehören:
- Russländisches Institut für Strategische Studien (RISS),[69] Moskau seit 1992.[70]
- Analytisches Zentrum bei der Regierung der Russischen Föderation,[71] Moskau seit 1959.
- Institut für internationale Studien (IIS),[72] Moskauer Staatliches Institut für Internationale Beziehungen (Universität) des Außenministeriums Russlands, Moskau, seit 2009.
- Militärakademie des Generalstabes der Streitkräfte der Russischen Föderation (MAGenSt RF),[73] Moskau, seit 1832.
- Nationales Forschungsinstitut für Weltwirtschaft und Internationale Beziehungen „E. M. Primakow“ (IMEMO),[74] Moskau, seit 1991.
- Institut für angewandte ökonomische Forschung (IAÖF),[75] Moskau, seit 2003.
- Institut für Wirtschaftspolitik „J. T. Gajdar“ (Institut Gajdar),[76] Moskau, seit 1990.
- Zentrum für Strategische Studien der Republik Sacha (Jakutien),[77] Jakutsk, seit 2012.
- Zentrum für Strategische Forschung (ZSF),[78] Moskau, seit 1999.
  - Zentrum für Strategische Forschung Nordwest (Außenstelle in Sankt Petersburg)

Einige Zentren für Strategische Studien sind Zweiginstitute der Akademie der Wissenschaften Russlands (AWR). Dazu gehören:
- Europa-Institut der Akademie der Wissenschaften Russlands,[79] Moskau, seit 1987.
- Institut für Probleme des Marktes (IPM),[80] Moskau, seit 1991.
- Institut für Strategische Studien und Prognosen (ISIP),[81] Moskau, seit 2014.
- Institut für Wirtschaftsstrategie(IWS),[82] Moskau, seit 1990.
- Büro für Wirtschaftsanalyse (NEA),[83] Moskau, seit 1996.
- Zentrum für Globale und Strategische Studien des Afrika-Instituts (IMEMO),[84] Moskau, seit 1959.

Bedeutsame Zentren der strategischen Forschung sind als Nichtregierungs-Organisation (NGO) ausgewiesen. Dort entstehen Strategische Studien auch auf dem Gebiet der Sicherheitspolitik, darunter der Militärpolitik, und im Technologie-Bereich. Dazu gehören:
- Akademie der Militärwissenschaften Russlands (AMWR),[85] mit dem Forschungszentrum für Probleme der strategischen Stabilität und dem Zentrum für Verteidigung.
- Zentrum für die Analyse von Strategien und Technologien (ZAST),[86] Moskau, seit 1997.[87]
- Internationales Institut für Neugegründete Staaten (IINS),[88] Moskau, seit 2008.

Mehrere Zentren der strategischen Forschung arbeiten als unabhängige (autonome) Nonprofit-Organisation in verschiedenen Rechtsformen. Dazu gehören:
- Gesellschaft für Europa-Studien(GES),[89] Moskau, seit 1992.
- Institut für Sozial-ökonomische und politische Studien (ISÖPS),[90] Moskau, seit 2012.
- Institut für Strategische Kommunikation und Sozialprojekte(INSTRATCOM),[91] Moskau, seit 2004.
- Internationales Institut für Strategische Studien „Vector“ (IISS),[92] Moskau, seit 2007.
- Nationales Institut für Strategische Entwicklung und Management von Risiken und Effizienz (NISE).[93] Moskau, seit 2015.
- Zentrum für Strategische Bewertungen und Prognosen,[94] Forschungszentrum für Außen- und Sicherheitspolitik, Moskau, seit 2001.

Einige Zentren der strategischen Forschung arbeiten als unabhängige Kapitalgesellschaft. Dazu gehören:
- Analytisches Laboratorium WEDI, (GmbH),[95] Moskau, seit 1992.
- Internationales Zentrum für Sozial-ökonomische Studien „Leontjew-Zentrum“ (IZSS),[96] Moskau, seit 1991.

Auf Strategische Studien zur Wirtschafts- und Finanzpolitik orientieren sich folgende Institutionen:
- Vereinigung unabhängiger Zentren zur ökonomischen Analyse (VUZÖA),[97] Moskau, seit 2002.
- Forschungsinstitut für Warenumlauf und Konjunktur im Großhandelsmarkt (Institut FWKGH),[98] Moskau, seit 1987.
- Institut für umfassende strategische Studien (IUSS),[99] Moskau, seit 2001.
- Institut für Finanzwirtschaftliche Studien (IFS),[100] Moskau, seit 1996.
- Institut für Ökonomische und Soziale Studien (IÖSS),[101] Wolgograd, seit 1996.
- Neue Wirtschaftsvereinigung (NEA),[102] Moskau, seit 2009.
- Institut für Urbane Wirtschaft, Fonds (IUW),[103] Moskau, seit 1995.
- Zentrum für Makroökonomische Analysen und Kurzfrist-Prognosen (ZMAKP),[104] Moskau, seit 2001.
- Zentrum für Strategische Studien der sozial-ökonomischen Entwicklung im Süden Russlands (ZSSSR),[105] Rostow am Don, seit 2017.
- Zentrum für Wirtschafts- und Finanzforschung (ZSF),[106] Moskau, seit 2000.
- Wirtschaftsexperten-Gruppe (WEG),[107] Moskau, seit 1994.
- Experten-Institut für Sozialforschung (EISF),[108] Moskau, seit 1994.

### Sonstige
Die Schweiz ist ein wichtiger kontinentalpolitischer Hort für strategischer Fragen, hier vor allem die Forschungsstelle für Sicherheitspolitik an der Eidgenössischen Technischen Hochschule Zürich und das Geneva Center for Security Policy, sie sind wichtige Zentren der sicherheitspolitischen Forschung und Lehre. In Frankreich hat sich die in Paris ansässige Fondation pour la recherche stratégique mittlerweile als wichtige Denkfabrik etabliert.